# برنديسية ثنائية الألوان
برنديسية ثنائية الألوان (الاسم العلمي: Brandisia discolor) هي نوع من النباتات تتبع جنس البرنديسية من فصيلة البولفينية.